# 涂坊镇
涂坊镇是中国福建省龙岩市长汀县下辖的一个镇。

## 概述
涂坊又名丹溪，早在第二次国内革命战争时期涂坊成为长汀红色政权的中心，一度又改名红坊。地处长汀南部，东接连城，南邻上杭，是省苏模范乡，客家发祥地之一。全镇辖15个行政村，方圆166.9平方公里，总人口29146人，长汀至上杭公路由北向南贯穿全境北接319国道和赣龙铁路，南连205线，建设中的龙长高速公路穿越全镇6个行政村，高速公路互通口在涂坊立足，互通口距集镇3公里，集镇人口集中，距县城35公里，离火车站15公里，龙岩117公里，交通便利，市场繁荣。 。

## 行政区划
涂坊镇共辖15个行政村，分别是：
迳口村、马屋村、涂坊村、红坊村、溪源村、扁岭村、中华村、洋坑村、罗屋岗村、河甫村、丘坑村、元坑村、慈坑村、吴坑村、赖坊村。

## 名人
涂坊是著名苏区，是涂通今少将（原中国人民解放军军事科学院院长）、张日清少将（原武汉军区第二政委）、涂则生少将（原福建省军区副司令）的故乡。